# ミカヅキツメオワラビー
ミカヅキツメオワラビー（Onychogalea lunata）は、哺乳綱双前歯目カンガルー科に分類される有袋類でワラビーの一種。絶滅種。

## 分布
ウエスタン・オーストラリア州の南部、サウス・オーストラリア州、それとオーストラリア大陸中央部に分布していた。

## 形態
体長50 cm、尾長33.2 cmほど。つめおというのは尾の先端に直径3 mmの爪状の丸い突起があることによる。体毛は柔らかく羊毛状。体は灰色で、肩の後ろに三日月上の斑点がある。
首が代赭色なのでよく目立つ。大腿部の外側と腰の側面に淡い部分があるが、これは目立たない。体の下面は白色。

## 生態
地上棲で、低木林や草村が所々にあるユーカリ林に棲んでいた。彼らは巣は作らず、茂みの中に浅いくぼみを掘り、そこで日中を過ごした。暗くなってから活動し、色々な草の根を食べた。
驚くと猛スピードで藪の中を走り、深いブッシュや倒木の洞などに逃げ込む。追いつめられると樹洞内部の壁を駆け登り、難を避ける。袋を出入りするほどに大きくなった子供を持つメスが追いかけられると、メスは袋に子供を入れて逃げるが、樹洞などで子供を袋から出すとそこに子供を置いて逃げ、後で取りに戻るという。尾の先にある突起の用途だが、カンガルーやワラビーと同様に尾を支えにして立つ時に突起が役立つとされていた。

## 絶滅の経緯
絶滅の原因は、ヨーロッパ人による開拓と牧場を作ったことに加えて、アナウサギとの餌の競合に負けたこと、スポーツハンティングの標的としたことなどが挙げられる。
1900年代には普通に見られたのだが、1930年代になると一変して見られなくなった。
1904年から1908年にかけて殺された24頭が大英博物館に収蔵された。1964年にハンターによって最後の個体が殺され、絶滅した。